# 胡班
胡班，是《三国演义》中的虚构人物，汉桓帝時議郎胡華之子。
胡班开始是滎陽太守王植的从事。关羽千里走单骑，斬東岭关守将孔秀、洛陽太守韓福、部下孟坦、沂水关守将卞喜。王植计划暗殺关羽，于是热情招待关羽一行，暗中命令胡班火烧关羽的住所。胡班想要看看关羽的相貌，见了，失声叹道：“真天人也！”关羽听到，问了胡班的姓名，把胡華的信给胡班看了。胡班于是把王植的阴谋告知。关羽大驚，护送二位嫂嫂离开馆驿。王植追击、被关羽拦腰一刀，砍为两段。关羽途中感念胡班不已。
后来，胡班到荆州来投降关羽；关羽念旧日相救之情。劉備即位为漢中王時，令胡班随费诗入川，见汉中王受爵。胡班任牙門将。
劉備命他辅佐張飛守備閬中。張飛被部下范彊、張達殺害。胡班（一作吴班）直接上奏劉備，張飛長子張苞用棺椁成殓張飛遺体，次子張紹守閬中，派遣張苞到成都面见劉備。